# Bundi (Staat)

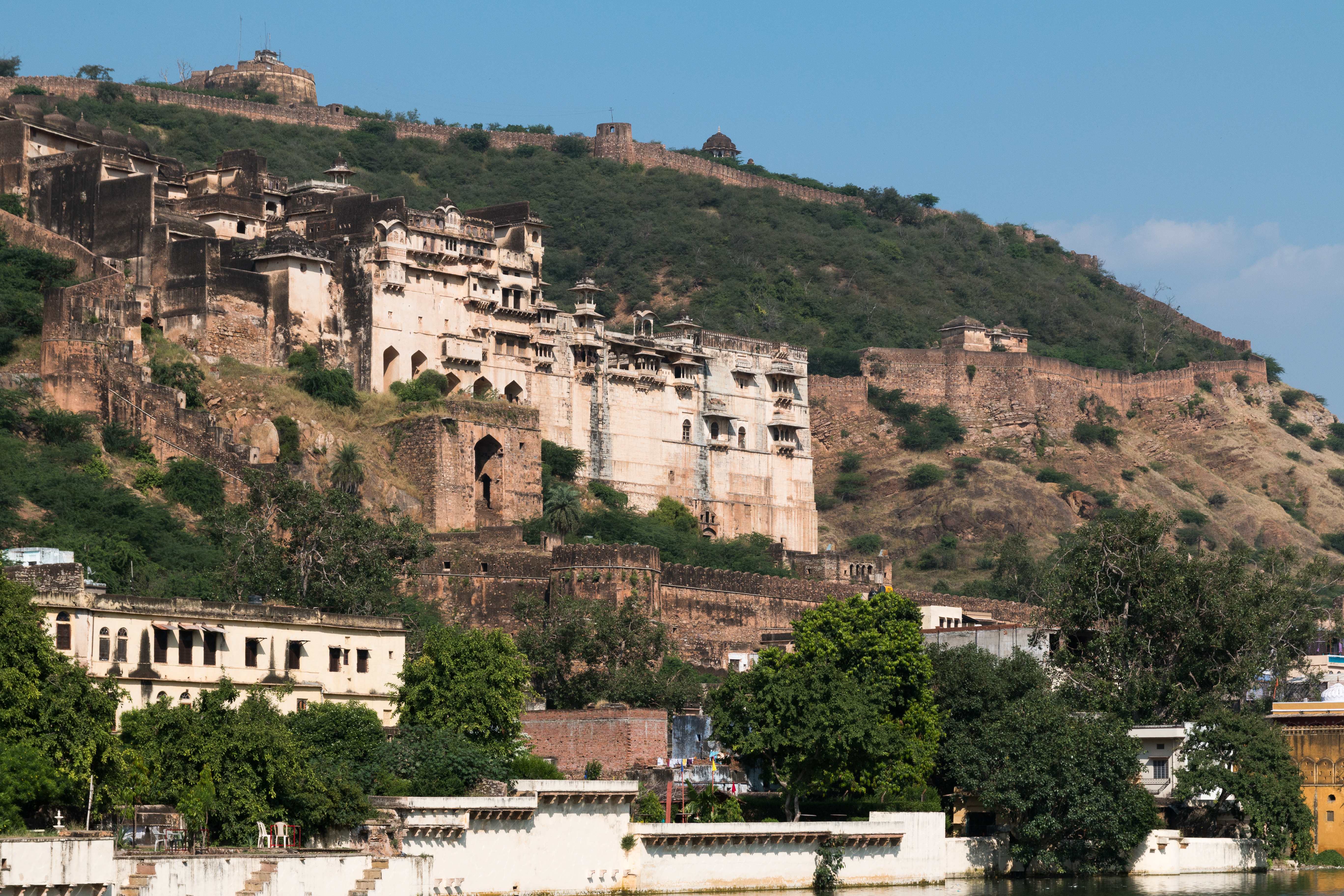
Palast in Bundi

Bundi (Hindi: बूंदी, Būndī) war einer der Fürstenstaaten der Rajputen im heutigen Rajasthan. Der Staat ist benannt nach der gleichnamigen Hauptstadt.
Der Fürstenstaat wurde 1342 von dem Hada-Chauhan-Rajputen Rao Deva, einem Nachkommen des Rao Visaladeva von Ajmer, gegründet. Rao Surjan Singh (reg. 1554–1584) schloss sich 1569 dem Großmogul Akbar I. an.
Rao Budh Singh (reg. 1702–1739) geriet in Streit mit Amber/Jaipur. Sein Land wurde ab 1702 mehrmals besetzt und schließlich unter Amber und Kota aufgeteilt. Erst 1739 konnte sein Nachfolger das Land mit Hilfe von Indore zurückgewinnen.
Von 1818 bis 1947 war Bundi ein britisches Protektorat. Ram Singh Bahadur (reg. 1821–89) wurde von den Briten zum Maharao Raja erhoben.
Bundi hatte 1941 eine Fläche von 5608 km² und 250.000 Einwohner. Von 1894 bis 1950 unterhielt der Staat ein eigenes Postwesen und gab eigene Briefmarken heraus.
Der Fürstenstaat trat am 25. März 1948 der Union von Rajasthan bei, schloss sich am 7. April 1949 Indien an und wurde am 1. November 1956 aufgelöst.